# 嵩溪镇
嵩溪镇，是中华人民共和国福建省三明市清流县下辖的一个乡镇级行政单位。

## 行政区划
嵩溪镇下辖以下地区：
新街社区、嵩溪村、农科村、黄沙口村、塘背村、元山村、青山村、青溪村、阳坊村、余坊村、时州村、伍家坊村和罗陂岗村。

## 旅游
- 4A级风景区七星岩
- 保持完好的1970年代兵工厂遗址及防空洞、兵工厂遗址军事拓展基地
- 省级文物保护单位青州巫公庄屋
- 省级非物质文化遗产豆腐皮手工技艺
- 光伏农业科技大棚
- 莲花山生态农业观光园
- 聚宏现代农业产业园